# إختر (فلم)
إختر (بالإنجليزية:Choose) هو فيلم رعب و جريمة تم إصداره في 17 يناير 2011. تم تصوير الفيلم في مدينة نيويورك.

## القصة
تدرس فيونا واجنر للحصول على درجة الماجستير في الصحافة ولا تزال تحزن على والدتها سامانثا التي انتحرت منذ 3 سنوات. يحقق والدها ، المحقق توم واجنر ، في الموت الوحشي للمحامي إليوت فنسنت ، على يد ابنته المراهقة. أجبرت ابنته على الاختيار بين قتله أو قتل والدتها وشقيقها الأصغر ونفسها على يد مجرم سادي اقتحم منزلهم. عندما يضطر عازف البيانو سيمون كامبل للاختيار بين فقدان أصابعه أو سمعه ، يدرك توم أن قاتلًا متسلسلًا مشوشًا في حالة هياج. وفي الوقت نفسه ، يتم الاتصال بفيونا من قبل القاتل باستخدام الاسم الرمزي ISO_17 وبالتالي يطلق العنان للعديد من الألغاز التي لم يتم الرد عليها.

## وصلات خارجية
- مقالات تستعمل روابط فنية بلا صلة مع ويكي بيانات